# Laurent Capelluto
Laurent Capelluto, né le 16 mars 1971 à Kinshasa (Zaïre), est un acteur belge de cinéma et de théâtre,,.

## Biographie
Laurent Capelluto naît au Zaïre, de parents italiens, et grandit à Bruxelles où il fait tout d'abord des études scientifiques avant de s'orienter vers des études d'art dramatique au Conservatoire royal de Bruxelles dans la classe de Pierre Laroche. Il commence son parcours au Théâtre national de Belgique, puis intègre rapidement l'Infini Théâtre, compagnie dirigée par Dominique Serron au sein de laquelle il est un acteur permanent,. 
Au cinéma, il joue auprès de Philippe Blasband, puis en 2008 dans Un conte de Noël d'Arnaud Desplechin qui lance réellement sa carrière en France et en Belgique, rôle pour lequel il est nommé pour le César du meilleur espoir masculin l'année suivante.
Entre 2011 et 2017, il est nommé cinq fois pour le Magritte du meilleur acteur dans un second rôle, et l'obtient par deux fois : en 2014 pour Le Temps de l'aventure de Jérôme Bonnell, et en 2016 pour L'Enquête de Vincent Garenq.

## Filmographie

### Cinéma
- 2003 : Le Tango des Rashevski de Sam Garbarski : Le rabbin Elie
- 2004 : Un film avec une très bonne histoire de Tiago Mesquita
- 2004 : Pour le plaisir de Dominique Deruddere : Le collègue de Martial
- 2005 : La Couleur des mots de Philippe Blasband : L'aveugle
- 2007 : Coquelicots de Philippe Blasband : Fabrice
- 2008 : Un conte de Noël d'Arnaud Desplechin : Simon, le cousin
- 2009 : Hors cadre (court métrage) de Laurence Bibot :
- 2009 : Pour un fils d'Alix de Maistre : Pierre
- 2009 : OSS 117 : Rio ne répond plus de Michel Hazanavicius : Kutner
- 2009 : Mr Nobody de Jaco Van Dormael : homme en noir
- 2009 : La Grande Vie d'Emmanuel Salinger : Grégoire Spielmann
- 2010 : Simon Werner a disparu... de Fabrice Gobert : Yves, l'entraineur de football
- 2011 : Rien à déclarer de Dany Boon : La Balle
- 2011 : La Permission de minuit de Delphine Gleize : Harold, l'entraineur de rugby
- 2011 : Elle ne pleure pas, elle chante de Philippe de Pierpont : Jérôme
- 2011 : Où va la nuit de Martin Provost : Denis
- 2012 : Je me suis fait tout petit de Cécilia Rouaud : Simon
- 2012 : Amour de Michael Haneke : Un policier
- 2012 : Trois mondes de Catherine Corsini : Frédéric
- 2012 : Au galop de Louis-Do de Lencquesaing : Christian
- 2013 : Le Temps de l'aventure de Jérôme Bonnell : Olivier
- 2013 : La Vie domestique d'Isabelle Czajka : Mathieu
- 2013 : Je te survivrai de Sylvestre Sbille : Dardan
- 2013 : Opération Libertad de Nicolas Wadimoff : Guy
- 2014 : Tsunami de Jacques Deschamps : Georges
- 2014 : L'Enquête de Vincent Garenq : Imad Lahoud
- 2015 : Je suis à vous tout de suite de Baya Kasmi : Dr Paul Martins
- 2015 : Je suis un soldat de Laurent Larivière : Pierre, le vétérinaire
- 2016 : Faut pas lui dire de Solange Cicurel : Daniel Kantarian
- 2016 : Le Cœur en braille de Michel Boujenah : Docteur Vergne
- 2018 : Photo de famille de Cécilia Rouaud : Tom
- 2019 : La Lutte des classes de Michel Leclerc : Toledano
- 2019 : La Vérité d'Hirokazu Kore-eda : le journaliste
- 2020 : Garçon chiffon de Nicolas Maury : Jean-François
- 2021 : Un monde de Laura Wandel : le père d'Antoine
- 2022 : La Petite Bande de Pierre Salvadori : le patron
- 2022 : Pour la France de Rachid Hami : Général Ledoux
- 2023 : Les Poings serrés de Vivian Goffette : le père
- 2024 : Ma vie, ma gueule de Sophie Fillières : Bertrand Blanc
- 2024 : À l’ancienne de Hervé Mimran : William
- 2025 : L'Intérêt d'Adam de Laura Wandel : Daniel
- 2025 : L'Âge mûr de Jean-Benoît Ugeux : Matthieu

### Télévision
- 2003 : L'Adorable Femme des neiges – Docteur Charret
- 2004 : Trop jeune pour moi ? – Sami
- 2007 : Melting Pot Café – L'agent immobilier
- 2015 : Alias Caracalla – Raymond Aron
- 2015 : Les Revenants – Le commandant
- 2017-2019 : Zone blanche de Julien Despaux et Thierry Poiraud – Siriani
- 2020 : Capitaine Marleau (épisode Pace e salute, Marleau !) – Pierre Russo
- 2020 : Into the Night – Mathieu Daniel Douek
- 2020 : Moloch (mini-série) d'Arnaud Malherbe – François
- 2022 : Infiniti (série Canal+)
- 2022 : Le Premier venu de Michel Leclerc : Mathieu
- 2022 : OVNI(s) de Clémence Dargent et Martin Douaire : l'hypnotiseur
- 2024 : L'École des espions d'Elsa Bennett : Pedro Alfonso
- 2024 : Murder Club de Renaud Bertrand : Bruno Castelli
- 2026 : Eldorado de Louis Farge : Florindo Bonamici

## Théâtre
- 2017 : Cuisine et dépendances de Jean-Pierre Bacri et Agnès Jaoui, mise en scène Agnès Jaoui, théâtre de la Porte Saint-Martin
- 2017 : Un air de famille de Jean-Pierre Bacri et Agnès Jaoui, mise en scène Agnès Jaoui, théâtre de la Porte Saint-Martin
- 2018 : Le Misanthrope de Molière, mis en scène par Dominique Serron, Infini Théâtre de Bruxelles – Alceste
- 2020 : Détails de Lars Noren, mise en scène Frédéric Bélier-Garcia, théâtre du Rond-Point

## Distinctions

### Récompenses
- 2014 : Magritte du meilleur acteur dans un second rôle pour Le Temps de l'aventure
- 2016 : Magritte du meilleur acteur dans un second rôle pour L'Enquête
- 2018 : Prix de la Critique du « Meilleur comédien » pour son rôle d'Alceste dans Le Misanthrope de Molière[7]

### Nominations
- 2009 : César du meilleur espoir masculin pour Un conte de Noël
- 2011 : Magritte du meilleur acteur dans un second rôle pour OSS 117 : Rio ne répond plus
- 2012 : Magritte du meilleur acteur dans un second rôle pour Où va la nuit
- 2017 : Magritte du meilleur acteur dans un second rôle pour Je suis un soldat